# Sarothrias sinicus
Sarothrias sinicus  (лат.) — вид мелких жуков рода Sarothrias из семейства Якобсонииды (Jacobsoniidae). Китай.

## Распространение
Китай, Тибетский автономный район, уезд Медог.

## Описание
Очень мелкие жуки, которые имеют длину около 2 мм, коричневого цвета. Тело вытянутое, выпуклое; спинная часть блестящая, кроме белых секреторных участков на переднеспинке и в основании надкрыльев. Надкрылья с вдавленными 1, 2 и 3 рядами, 2 и 3-й ряды соединяются не доходя до уровня метакокс; второй ряд с четырьмя чешуевидными щетинками после середины. Пронотум лишён чешуевидных щетинок. 
Эпиплевральный и латеральный кили оканчиваются на одном уровне. Формула лапок 3-3-3, булава усиков 3-члениковая.
Вид Sarothrias sinicus Bi & Chen, 2015 был впервые описан в 2015 году в ходе ревизии, проведённой в 2015 году китайскими энтомологами (Wen-Xuan Bi, Шанхай; Chang-Chin Chen, Tianjin New Wei San Industrial Company, Limited, Tianjin; Mei-Ying Lin, National Zoological Museum of China, Пекин, Китай).